# 坂出智之
坂出 智之（さかいで ともゆき、1962年 - ）は、日本の実業家。株式会社カリス成城代表取締役社長、日本メディカルハーブ協会顧問、ジャパンハーブソサエティー元理事長、日本アロマ環境協会元理事。

## 人物・経歴
1962年、生まれ。1985年、立教大学社会学部社会学科卒業。
大学卒業後、日本通運に入社し、国際物流業務に従事。ドイツにも駐在。
1992年に、両親が1983年から始めた日本のハーブ文化の草分けであるカリス成城に入社。2009年、同社代表取締役に就任。
海外及び、国内からのハーブ・天然精油の調達、飲料メーカー・茶業・レストラン等へのハーブ原料の供給、多店舗展開する自社店舗での小売を基盤として、商品開発や品質管理を強化し、ハーブティー工場の新設や商品のオーガニック化を主導した。
本店2階のサロンをはじめ、全国で「ハーブスクール」なども開講するなど、ハーブの使い方を広める活動も行う。
また、JETROで専門家として海外での指導経験があるほか、日本メディカルハーブ協会顧問を務める。ジャパンハーブソサエティー元理事長、日本アロマ環境協会元理事。